# Ney Siqueira Mendes
José Ney de Siqueira Mendes (Belém, 15 de março de 1940) é um jurista, advogado, historiador e professor brasileiro. É Professor emérito da Faculdade de Direito da Universidade da Amazônia e Professor Titular Aposentado da Faculdade de Direito da Universidade Federal do Pará, onde foi Diretor do Centro de Ciências Jurídicas ( atual Instituto de Ciências Jurídicas da Universidade Federal do Pará ) entre 1994 e 1996.
É benemérito e conselheiro vitalício do Paysandu Sport Club, tendo sido presidente do Conselho Deliberativo (CONDEL) desse clube no ano do seu centenário, no biênio 2013-2015.
Jurista de oratória vibrante, Ney Siqueira Mendes fez carreira na Advocacia Criminal com destacada atuação no Tribunal do Júri, considerado um Criminalista a frente de seu tempo diante das diversas atuações em casos de grande repercussão na região, contribuiu para o fortalecimento da Advocacia Criminal no Estado.
É sobrinho-neto do Ex-Senador Manuel José de Siqueira Mendes, notável sacerdote católico e político brasileiro, que empresta seu nome a primeira Rua da Cidade de Belém, Rua Siqueira Mendes.

## Carreira
Ney Siqueira Mendes é formado em História pela Universidade Federal do Pará (1969), e especialista em História da Filosofia Moderna (1973) pela mesma Universidade, especialização essa em que foi aluno do notável filósofo e professor paraense Benedito Nunes. Entre 1970 e 1972 foi Diretor do Colégio Estadual Paes de Carvalho

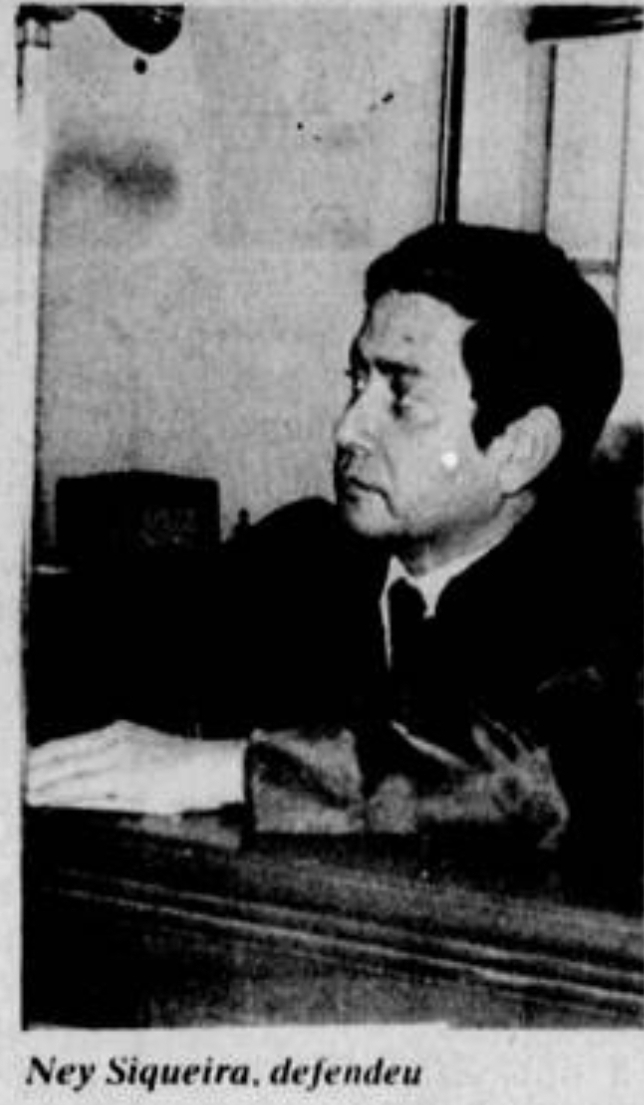
Ney Siqueira Mendes, Plenário do Tribunal do Júri em Belém/PA, Jornal O liberal, 1986

Atuou lecionando Introdução aos Estudos Históricos na Faculdade de História da Universidade Federal do Pará entre 1973 e 1981, ano que se formou em Direito e tornou-se advogado, destacando-se futuramente como um dos maiores Criminalistas da região.
Bacharel em Direito pelo Centro de Estudos Superiores do Pará - CESEP (atual Universidade da Amazônia ) em 1981, foi transferido do Instituto de Filosofia e Ciências Humanas onde lecionava no Curso de História, passando a lecionar Introdução ao Estudo do Direito, Direito Penal e Filosofia do Direito na Faculdade de Direito da Universidade Federal do Pará. No mesmo ano passou a lecionar também no Curso de Direito da Universidade da Amazônia.
Dentre as funções exercidas na Universidade Federal do Pará foi Professor Titular de Introdução aos Estudos Históricos da Faculdade de História, Professor Titular de Introdução ao Estudo do Direito, Direito Penal e Filosofia do Direito, chefe do Departamento de Direito penal e Processo Penal, membro do Conselho Superior de Administração, assessor de assuntos estudantis do Reitor Daniel Coelho de Souza e, entre 1994 e 1996, foi Diretor do Centro de Ciências Jurídicas ( atual Instituto de Ciências Jurídicas da Universidade Federal do Pará ), aposentando-se desta instituição voluntariamente em 1998.

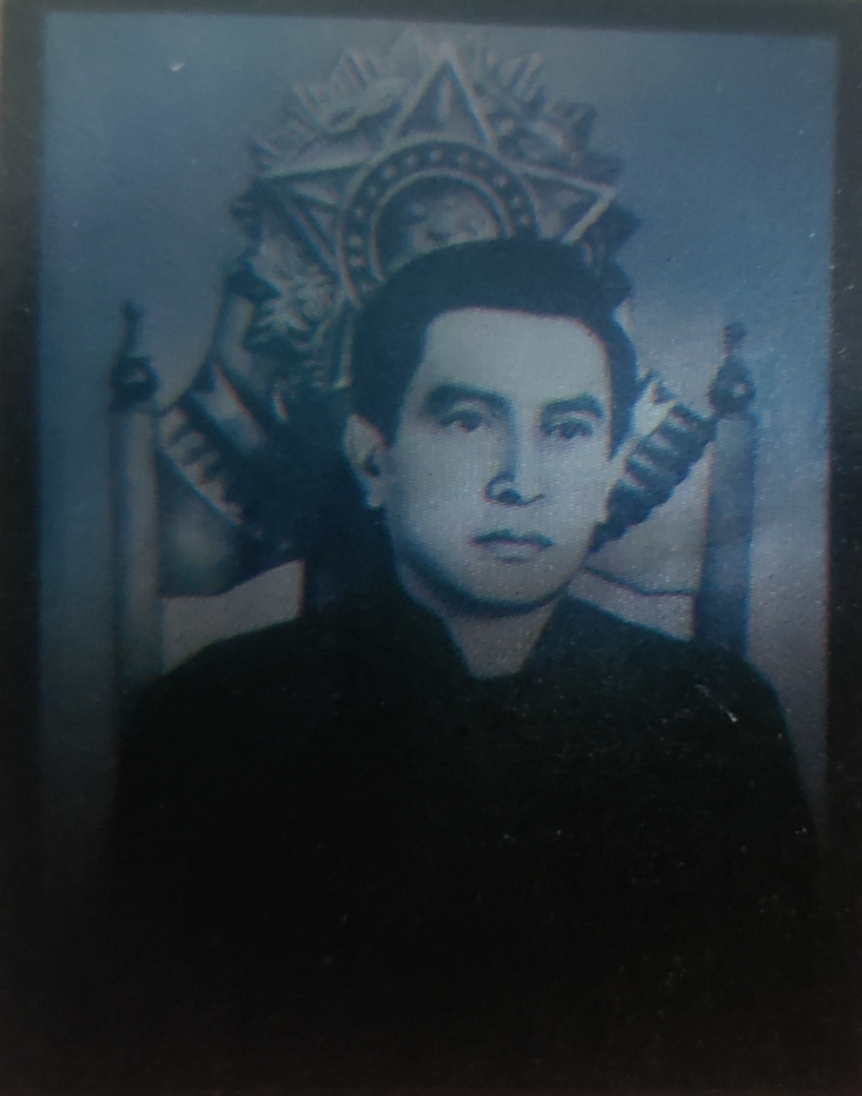
Ney Siqueira Mendes como Juíz do Tribunal Regional Eleitoral do Estado do Pará, Óleo sobre tela, 1997

Nos anos 90 foi Procurador Judicial da Câmara Municipal de Belém e Juiz eleitoral do Tribunal Regional Eleitoral do Estado do Pará como representante da OAB, já no início dos anos 2000 foi Diretor da Escola Superior de Advocacia e Conselheiro da Ordem dos Advogados do Brasil Seccional Pará - OAB-PA e por 3 vezes esteve compondo a lista tríplice da OAB/PA para a vaga destinada ao quinto constitucional do Desembargo do Tribunal de Justiça do Estado do Pará - TJPA.
Em 2013 ganhou o título de Professor Emérito pela Universidade da Amazônia, instituição que se bacharelou em Direito e lecionou Direito penal e Filosofia do direito por 33 anos.
Em 2019 completou 50 anos de Magistério acadêmico superior e foi homenageado pela seccional paraense da Ordem dos Advogados do Brasil com um livro editorado pela Editora Carioca Lúmen Juris, organizado pela Professora da UNAMA e Vice - Presidente da OAB/PA, Cristina Silvia Alves Lourenço, reunindo artigos científicos e testemunhos de renomados juristas brasileiros, como Zeno Veloso, Jean Carlos Dias, Jorge Alex Athias, Pastora Leal, Gustavo Badaró e Paulo de Souza Queiroz, com o título Estudos de Ciências Criminais e Filosofia do Direito em Homenagem ao Emérito Professor Ney Siqueira Mendes.
Em abril de 2023 lançou o Livro O Direito ao Alcance de Todos pela Editora Emais de Florianópolis - Santa Catarina, a obra contou com o prefácio do Advogado Civilista e Professor de Direito Processual Civil da Universidade Federal do Pará, Pedro Bentes Pinheiro Filho. O lançamento do livro ocorreu no auditório David Mufarrej da Universidade da Amazônia. 
Em 2024 foi aclamado como Membro Emérito na Assembleia Geral de fundação do Instituto de Direito Eleitoral e Político do Estado do Pará - IDEPPA, que tem como Presidente a Advogada Ângela Sales (Ex - Presidente da OAB/PA), em reconhecimento a sua atuação como Juiz Membro do Tribunal Regional Eleitoral do Estado do Pará - TRE/PA na classe jurista. 

## Prêmios e Condecorações
- Ordem do Mérito Legislativo outorgada pela Assembleia Legislativa do Estado do Pará – ALEPA
- Medalha “Brasão de Armas de Belém” outorgada pela Câmara Municipal de Belém – CMB
- Medalha do Mérito Advocatício, outorgada pela Ordem dos Advogados do Brasil Seccional Pará - OAB/PA
- Medalha de Honra ao Mérito “Alberto Santos Dumont”, outorgada pelo Comando da Aeronáutica do Pará, Força Aérea Brasileira - FAB
- Medalha "Adolpho de Vasconcelos Chaves" em homenagem aos Ex-Diretores da Faculdade de Direito da Universidade Federal do Pará - UFPA
- Medalha comemorativa dos 90 Anos de Ensino Superior no Pará, outorgada pela Universidade Federal do Pará – UFPA
- Medalha “Antônio Freitas Maria Leite” outorgada pelo Instituto Paraense do Direito de Defesa – IPDD, pelos relevantes serviços prestados nos 35 anos de militância na Advocacia Criminal
- Medalha de Honra ao Mérito “Paul Le Cointe” , da Escola Superior de Química da Universidade Federal do Pará – UFPA
- Medalha Comemorativa dos 25 anos de Fundação da Universidade Federal do Pará – UFPA
- Medalha Comemorativa dos 20 anos de Fundação da Universidade Federal do Pará – UFPA
- Medalha Comemorativa dos 10 Anos de Fundação da Universidade da Amazônia – UNAMA
- Medalha Comemorativa do Centenário de Fundação do Paysandu Sport Club
- Medalha Comemorativa dos 5 anos da Liga Acadêmica Jurídica do Pará - LAJUPA
- Professor do Ano 2009 da Associação de Professores Aposentados da Universidade Federal do Pará – ASPA/UFPA
- Livro em Homenagem, denominado "Estudos de Ciências Criminais e Filosofia do Direito", publicado  pela Editora Lumen Juris, Rio de Janeiro.